# Museo de Arte Abstracto Español
El Museo de Arte Abstracto Español es un museo localizado en la ciudad de Cuenca (España).

## Historia y evolución

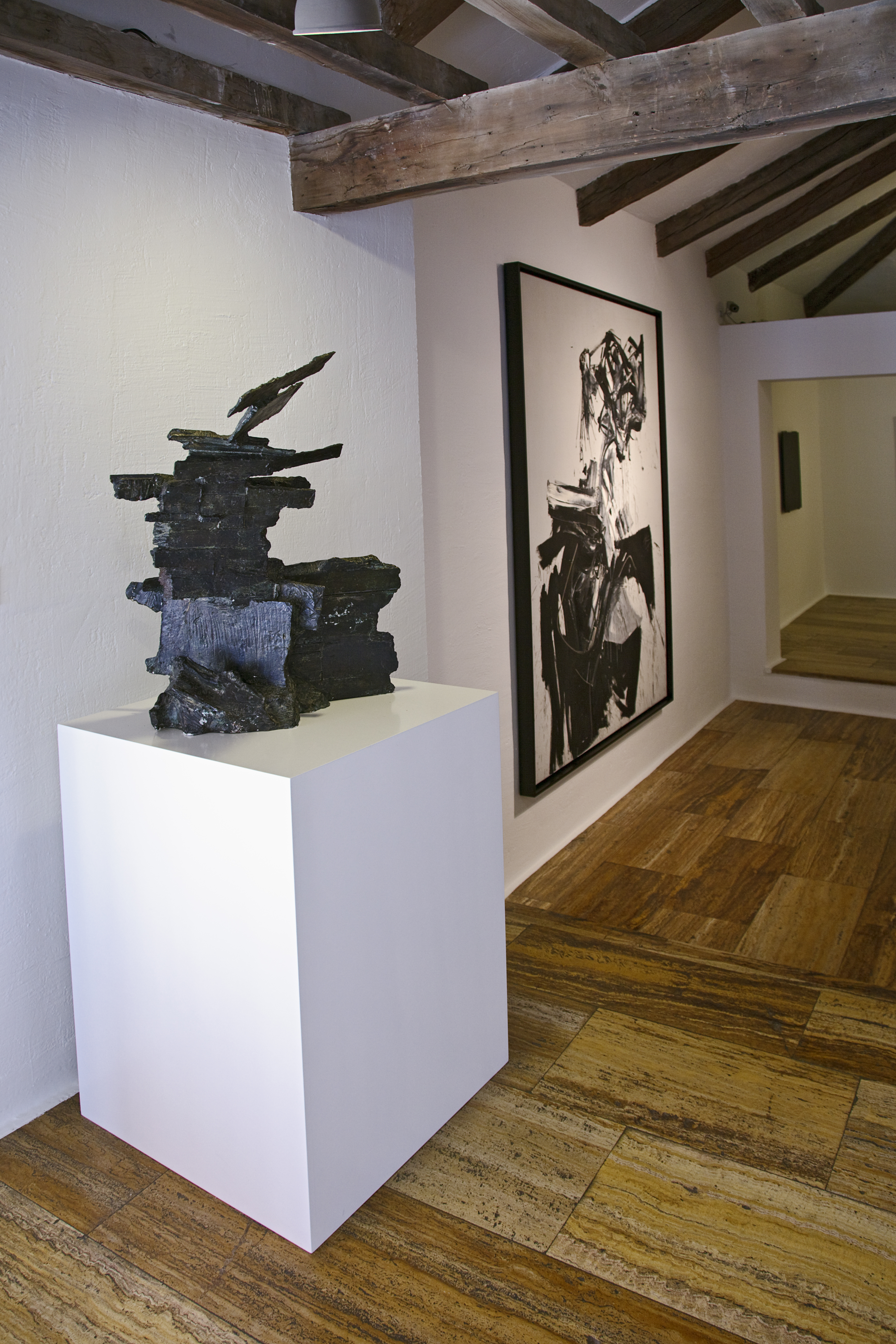
Sala del museo.

En 1961 el pintor Fernando Zóbel comenzó a buscar la ubicación adecuada para un museo de arte abstracto, y en junio de 1963 su amigo, el artista conquense Gustavo Torner, le sugirió para ello el emplazamiento de las Casas Colgadas de Cuenca, donde efectivamente se abrió al público el Museo de Arte Abstracto Español el 1 de julio de 1966. La propiedad del edificio es del Ayuntamiento de Cuenca, que lo alquiló por un importe simbólico el 24 de septiembre de 1965. Se hace necesaria una restauración del edificio, la cual es llevada a cabo por los arquitectos municipales Fernando Barja y Francisco León Meler.
Fue también fundamental la colaboración del artista Gerardo Rueda, que pasó a ser conservador de la entidad, copresidida por Zóbel y Torner; Antonio Lorenzo, Sempere y Fernando Nuño quedaron como asesores.
Inicialmente se exponían una docena de esculturas y un centenar de cuadros que Fernando Zóbel había ido reuniendo con anterioridad, si bien no se exponían sino algo menos de la mitad, con la intención de aplicar siempre una lenta rotación de los fondos. La selección de las obras no fue realizada al azar, sino buscando la calidad y no la cantidad y sin pretender formar una representación exhaustiva de artistas abstractos españoles. «La selección se ha realizado muchas veces —declaraba su creador— con el consejo y la ayuda del autor; y para evitar el peso de falsos compromisos, el Museo se ha opuesto siempre a recibir regalo de obras».
En 1978 se procedió a una ampliación (dirigida por Fernando Barja, uno de los arquitectos que hizo la reforma inicial del edificio), con lo que el 28 de noviembre de ese año se produce la reinauguración del Museo. Dos años después, en 1980, se le concedió la Medalla de Oro al mérito en las Bellas Artes, que concede el Ministerio de Cultura (o equivalente). Ese mismo año la Fundación Juan March se hizo cargo de los fondos y su gestión, por donación de Fernando Zóbel, quien también entregó más de 3500 libros especializados. La actual gestora, la Fundación Juan March, continuó ampliando los fondos,  contando con más de 1500 las obras que pertenecen a los fondos del Museo, de las cuales 515 son pinturas o esculturas.
Desde su fundación en 1966 desarrolla una intensa actividad editorial que continúa hasta la actualidad, dando origen también a una importante colección de obra gráfica estampada, en sus inicios por Abel Martín, después por otros serígrafos como Javier Cebrián. Desde 1994, y como resultado de una serie de mejoras y ampliaciones, el Museo cuenta con una sala específica para exposiciones temporales que complementa la exposición permanente del Museo.  En 2023 el museo cerró con un incremento de visitantes del 40 por ciento al haber registrado 77.609 visitantes frente a los 55.372 del año anterior.

## Artistas de la colección permanente
- Calistro Díaz, Rodrigo Antonio
- Camín, Joaquín Rubio
- Canogar, Rafael
- Chillida, Eduardo
- Chirino, Martín
- Cuixart, Modest
- Delgado, Gerardo
- Farreras, Francisco
- Feito, Luis
- Gabino, Amadeo
- Guerrero, José
- Hernández Pijuan, Joan
- Lorenzo, Antonio
- Manrique, César
- Millares, Manuel
- Mompó, Manuel H.
- Muñoz, Lucio
- Oteiza, Jorge de
- Palazuelo, Pablo
- Rivera, Manuel
- Rueda, Gerardo
- Saura, Antonio
- Sempere, Eusebio
- Serrano, Pablo
- Tàpies, Antoni
- Teixidor, Jordi
- Torner, Gustavo
- Viola, Manuel
- Yturralde, José María
- Zóbel, Fernando